# Лінійні кораблі типу «Невада»
Лінійні кораблі типу «Невада» — два лінійних кораблі- дредноути — «Невада» та «Оклахома», — побудованих для ВМС Сполучених Штатів у 1910-х роках.

## Конструкція
Їх конструкція була значним досягненнями, оскільки вперше у світі використали для лінійного корабля схему бронювання за принципом «все або нічого». Відповідна схема була оптимізована для боїв на дальніх дистанціях, і була впроваджена ще до того як Ютландська битва продемонструвала її переваги. На них також вперше на флоті США з'явилися тригарматні башти та нафтові водотрубні котли. Два представники типу «Невада» стали зразком стандартного типу лінкорів, групи, яка включала наступні чотири класи загалом подібних лінкорів, які мали бути тактично однорідними.

## Представники
| Назва             | Номер | Закладений          | Спущений на воду      | Вступив у стрій      | Доля |
| ----------------- | ----- | ------------------- | --------------------- | -------------------- | --- |
| «Невада» Nevada   | BB-36 | 22 січня 1912 року  | 4 листопада 1912 року | 11 березня 1916 року | Потоплений як корабель-мішень 31 липня 1948 року                                                                              |
| Оклахома Oklahoma | BB-37 | 26 жовтня 1912 року | 23 березня 1914 року  | 2 травня 1916 року   | Потоплений 7 грудня 1941 року під час нападу на Перл-Гарбор Піднятий для утилізації, затонув під час буксирування у 1947 році |

## Історія служби
«Невада» та «Оклахома» базувалися в Ірландії в 1918 році для супроводу конвоїв під час Першої світової війни, але не взяли участь у реальних зіткненнях. Після війни їх передали на Тихоокеанський флот, де вони провели більшу частину 1920-1930-х років. У цей період кораблі брали участь у масштабних навчальних операції та здійснили кілька далеких походів, зокрема до Австралії та Нової Зеландії в 1925 році. «Оклахома» здійснила похід до Європи в 1936 році. Обидва кораблі в період з 1927 по 1930 рік були значно модернізовані, вдосконалено озброєння, посилено захист, встановлено нові котли. Вони були пришвартовані в «ряду лінкорів» в Перл-Харборі, коли японці атакували 7 грудня 1941 року. «Оклахома» була потоплена під час атаки, тоді як «Невада» змогла почати рух, перш ніж була змушена зупинитися, щоб не затонути у більш глибокій воді.
Тільки «Неваду» можна було врятувати, і лінкор відремонтували та модернізували до середини 1943 року, коли він приєдналася до кампанії на Алеутських островах. Потім корабель надавав артилерійську підтримку висадці в Нормандії в червні 1944 року та під час операції «Драгун» у серпні, перш ніж повернутися до Тихого океану вчасно для участі у битві за Іодзіму в лютому 1945 року, після чого долучився до битви за Окінаву з березня по червень. Зношений до кінця війни, наприкінці 1945 року лінійний корабель було призначено до операції «Перехрестя» для використання під час випробувань ядерної зброї в середині 1946 року. Він пережив обидва атомні вибухи і був зрештою потоплений за допомогою звичайної зброї біля Гаваїв у 1948 році. «Оклахома», тим часом, був піднятий протягом 1943 року, частково розібраний в 1944 році та проданий кораблерозбиральникам у 1946 році. Під час буксирування в Сан-Франциско в травні 1947 року лінкор відокремився від судна, яке буксирувало його, і затонув.